# 周公解梦
《周公解夢》，中國古代占夢書籍，托名周公旦為作者。

## 版本源流
《周公解夢書》首見錄名於文獻是在《宋史·藝文志》，有三卷，元朝以後已亡佚。在敦煌遺書中，存有《周公解夢書》残卷，包括其序言、一至十六章的正文以及第十七章的目錄，其中序言以堯事始而以孫堅事作結，因此有觀點推定該書的成書時期當在三國。:121-122至於該鈔本的年代則被推斷為唐懿宗時期。
此外，敦煌尚存有《新集周公解夢書》一卷完本，書中序言提及「今纂錄《周公解夢書》廿餘章」，因此其成書時間應在《周公解夢書》之後:12。
今日坊間一般通行的《周公解夢》與前二者在章目和內文上甚見差異，惟仍見個別符咒等相近，顯示其存在一定程度淵源。